# Erica Brausen
Erica Brausen (31 de enero de 1908-16 de diciembre de 1992), fue una marchante de arte y dueña de galerías que fundó la Galería Hanover en Londres en 1949 y fue una temprana promotora de varios influyentes artistas contemporáneos, siendo el más notable de ellos Francis Bacon.

## Biografía
Brausen nació en Düsseldorf, su padre era comerciante y entrenador de foxhounds. Brausen dejó Alemania a principios de la década del '30 hacia París donde alquiló un cuarto en Montparnasse. Allí se relacionó con muchos de los artistas que vivían en la zona, incluyendo a Joan Miró y Alberto Giacometti. En 1935 se mudó a Mayorca, donde dirigió un bar que se hizo popular entre artistas, escritores y navegantes. Utilizó esos contactos para asistir a sus amigos judíos y socialistas para escapar del franquismo durante la Guerra Civil Española. Convenció a un capitán de submarino de la Armada de los Estados Unidos para que trasladara a Michel Leiris y su familia a salvo a Marsella. Ella misma escapó en un bote de pesca y llegó sin un centavo a Inglaterra en el inicio de la Segunda Guerra Mundial.
En Londres, Brausen comenzó a organizar pequeñas exposiciones de arte, generalmente en estudios de artistas, pero debido a su nacionalidad alemana se encontraba con muchas dificultades. Un amigo gay de Brausen se casó con ella a fin de que pudiera trabajar legalmente y más tarde fue contratada en la galería Redfern. En 1946, con el apoyo financiero de un banquero estadounidense que conoció en una fiesta, Brausen abrió la galería Hanover en la calle St. George, cerca de la plaza Hanover en Londres. Desde 1946 hasta su cierre en 1973, la galería Hanover fue una de las más influyentes galerías de arte en Europa. Brausen compró algunos de los primeros trabajos de Francis Bacon incluyendo Pintura (1946), y fue la organizadora de su primera exposición en solitario en noviembre de 1947. Brausen se convirtió en la principal marchante de Alberto Giacometti en Londres, vendiendo más de setenta obras durante la vida de la galería. Las exhibiciones en la galería Hanover incluyeron obras de Lucian Freud, Marcel Duchamp y Max Ernst. Trabajos de Henry Moore figuraban de manera regular en las exposiciones anuales de escultura del Hanover.
Brausen era lesbiana y durante gran parte de su vida su pareja fue Toto Koopman, quien fuera modelo de Chanel y actriz de cine. Se conocieron en 1945 en Ascona, Suiza, donde Koopman se estaba recuperando de su confinamiento durante siete meses en el campo de concentración de Ravensbrück. Koopman había sido enviada allí al ser capturada espiando para la resistencia italiana durante la Segunda Guerra Mundial. Había sido capturada en dos ocasiones anteriormente y había logrado escapar, pero fue capturada nuevamente en octubre de 1944 en Venecia y deportada al campo de concentración. Koopman ayudó a Brausen a dirigir la galería Hanover y las dos mujeres vivieron juntas abiertamente hasta la muerte de Koopman en 1991.